# Sanctuaire de la Fajouse
Le sanctuaire de la Fajouse est un lieu de culte antique situé dans le massif des Albères, à l'extrémité orientale des Pyrénées qui a été utilisé à l'époque grecque puis romaine, du VIe siècle av. J.-C. au VIe siècle.

## Situation et toponymie
Pour des articles plus généraux, voir Toponymie des Pyrénées-Orientales et Réserve naturelle nationale de la forêt de la Massane.
Fajouse est une francisation du toponyme catalan Fajosa, lui-même dérivé de Faig, « hêtre ». Le lieu est appelé Font de la Fajoseta (Font signifiant « source ») sur la carte IGN. Il s'agit effectivement d'une source située en bordure de la forêt de la Massane, ancienne forêt peuplée de nombreux hêtres.